# Августин Милетић
Августин Милетић је био босанско-херцеговачки бискуп и писац. Рођен је 16. фебруара 1763. године у Фојници, где је завршио основну школу и ступио у Фрањевачки ред. У Грацу је завршио гимназију, а студије филозофије и теологије у Италији. Једно време је радио као професор у Бреши и Падови. Папа Пије VII га је 6. марта 1803. именовао за бискупа, а 15. марта исте године за помоћног апостолског намесника у Босни. Већ следеће године он постаје намесник на подручју фојничког и крешевског самостана, а 1813. године долази на чело читавог намесништва. Умро је 18. јула 1831. у Раповинама поред Ливна. Пренесен је у фрањевачку самостанску цркву у Горици 25. септембра 1881. године.
Бавио се такође и књижевним радом и иза себе је оставио неколико познатих дела: „Почетак словства, напомена и кратко истомачење ствари потрибити наука кршћанскога“ (Сплит 1815), „Истомачење ствари потрибити наука кршћанскога за увижбавање дице и чељади припросте у држави босанској“ (Рим 1828), „Наредбе и Управе бискупа намисника апоштолски прошасти, и садашњега“ (Сплит 1818. и Рим 1828). Познате су и његове пасторалне посланице, као и песме: „Понизно се теб' клањамо“ и „На планину Калварију“.